# Оршанське міське поселення
Орша́нське міське поселення (рос. Оршанское городскоее поселение) — муніципальне утворення у складі Оршанського району Марій Ел, Росія. Адміністративний центр та єдиний населений пункт — селище міського типу Оршанка.

## Населення
Населення — 5856 осіб (2019, 6589 у 2010, 6834 у 2002).